# Harald Bergstedt
Harald Bergstedt, né à Køge (Danemark) le 10 août 1877 et mort à Copenhague le 19 septembre 1965, est un écrivain, romancier, dramaturge et poète danois.

## Biographie
Il était populaire dans les années 1920-1930. Un film de comédie soviétique La Fête de saint Jorgen était basé sur son roman La Fabrique des saints. Pendant l'occupation allemande du Danemark, il a publié de nombreux articles dans les journaux pro-nazis et, en 1946, il a été condamné à 2 ans de prison pour collaboration avec l'ennemi.